# Сатана
Сатана (Сотона; од хебр. שָּׂטָן — сатан = „непријатељ”, „противник”; арап. شيطان — шајтан = „залутао”, „удаљен”; некада и уопштено ђаво), фигура је која се јавља у текстовима аврамских религија која доноси зло и искушење и позната је као обманитељ који води човјечанство ка странпутици. Неке религијске групе сматрају да је настао као анђео, или нешто слично, који је имао велику побожност и љепоту, али је пао због охолости, завођења човјечанства на пут неистине и гријеха и има моћ у палом свијету. У Танаху Сатана је првенствено тужилац или противник. У неким каснијим јеврејским списима и Новом завјету, Сатана се описује као злонамернији ентитет супротан Богу, такође називан и ђаволом, који поседује одвратне особине.
Иако је Сатана уопштено виђен као негативна фигура, неке групе имају другачије виђење. У теистичком сатанизму, Сатана се сматра божанством које се обожава или поштује. У Лавејовом сатанизму, Сатана је симбол ваљаних особина и слободе.

## У књижевности
У делу Луча микрокозма, отпадницима од Српства Бог додељује казну какву и Сатани и његовим следбеницима.
Мотив погодбе са Сатаном је водећа наративна линија класика светске књижевности Фауст.
„Највећа лукавост ђавола је у томе што нас је убедио да не постоји.”, тврдио је Шарл Бодлер.